# Éclaircissement de la peau
Pour les articles homonymes, voir Blanchiment.

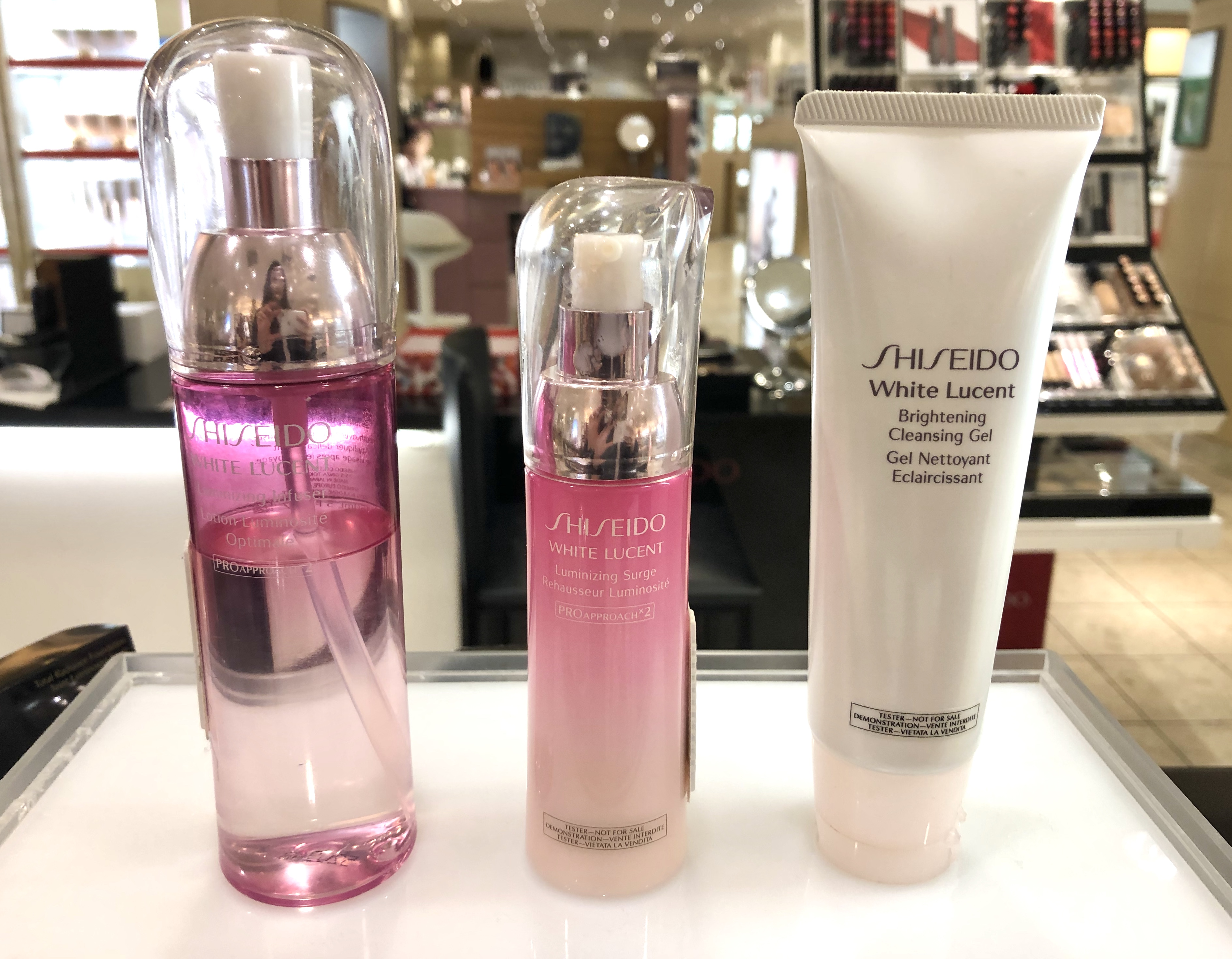
Exemples de produits éclaircissant pour la peau.

L’éclaircissement de la peau, également appelé blanchiment de la peau et décoloration de la peau, est une pratique cosmétique de dépigmentation de la peau (par réduction de la mélanine) à l’aide de produits chimiques. Il est couramment utilisé dans certaines sociétés pour couvrir les taches ou modifier le teint mat ou foncé pour des raisons esthétiques, la peau claire pouvant être socialement valorisée. Ces traitements peuvent présenter des risques sanitaires élevés et sont interdits dans plusieurs pays africains.

## Extension de la pratique
Dans un certain nombre de pays africains, entre 25 et 80% des femmes utilisent régulièrement des produits blanchissants pour la peau. En Asie, ce chiffre est d'environ 40%. En Inde, plus précisément, plus de la moitié des produits de soins de la peau vendus sont pour blanchir la peau,.
Les efforts pour éclaircir la peau remontent au moins aux années 1500 en Asie. Si un certain nombre d'agents, comme l'acide kojique et l'acide alpha-hydroxylé, sont autorisés dans les cosmétiques en Europe, d'autres, comme l'hydroquinone et la trétinoïne, ne le sont pas. Si certains pays n'autorisent pas les composés du mercure dans les cosmétiques, d'autres le font toujours, et ils peuvent être achetés en ligne.
Son utilisation est populaire chez les femmes d’Afrique de peau noire, par exemple : près de 50 % des femmes interrogées utilisent ces crèmes selon l’étude d’une équipe de dermatologues à Bobo-Dioulasso au Burkina Faso en 2004. Dans son rapport sur la santé publique et l’environnement daté de 2011, l’Organisation mondiale de la santé affirmait que 25 % des femmes maliennes utilisaient de manière régulière ces crèmes pour la peau, au Sénégal elles étaient 27 %, en Afrique du sud, 35 %, au Togo 59 %, et jusqu’à 77 % au Nigeria. Elle est aussi utilisée par certains hommes ou parents qui l’appliquent à leurs enfants.
À Brazzaville (Congo), une enquête d'opinion de 1986 révèle que le quart des hommes de 15 à 24 ans faisaient un usage régulier des techniques de dépigmentation, et 45% un usage occasionnel. Leur usage est aussi courant chez les femmes qui, au Congo comme dans la diaspora congolaise, pensent souvent qu'une femme à peau claire est plus attractive en vue du mariage,. On rencontre également ces pratiques en Asie : en Inde, au Pakistan, au Japon et au Moyen-Orient.
Le sociologue Gaston M'Bemba-Ndoumba relève que les publicités parues dans des magazines comme Amina ou Divas, destinés à la clientèle féminine africaine et antillaise, valorisent le modèle de la femme à peau claire. Les magazines ont cependant des lignes éditoriales différentes : Amina propose des types féminins diversifiés, Brune affiche presque systématiquement en couverture des modèles à peau foncée, alors que Miss Ébène donne une place dominante aux modèles à peau claire et cheveux lisses.

## Dangers pour la santé
Plusieurs substances chimiques se sont avérées efficaces pour blanchir la peau mais certaines se sont révélées ou sont suspectées être toxiques. Il s'agit notamment de composés du mercure qui peuvent causer des problèmes neurologiques et des problèmes rénaux. Ces produits contiennent aussi du collagène qui peut être nocif pour la peau. Il est présent dans les crèmes de jour et les masques de beauté. Il s'agit d'une protéine fibreuse insoluble trop grande pour pénétrer dans la peau, ce qui lui permet de boucher les pores.
L'utilisation de ces produits peut être dangereuse pour la santé, pouvant causer de l’acné, des vergetures, le cancer de la peau, l’hypertension ou le diabète, en particulier lorsque le produit contient de l’hydroquinone, du mercure, de la cortisone ou de la vitamine A. Des réactions allergiques ou des effets indésirables comme des hyperpigmentations ou dépigmentations non homogènes, en confettis ou en plaques peuvent aussi se produire.
Parmi les composants, on rencontre aussi l'hydroquinone, responsable de multiples effets secondaires. Elle interagit avec les réactifs utilisés dans les lecteurs de glycémie capillaire, augmentant artificiellement les chiffres de glycémie.
En 1997, à Paris, la police française a démantelé un réseau de trafic de produits éclaircissants illégaux, destinés principalement aux migrants congolais. De tels produits représentent un marché important malgré leur danger sanitaire ; les utilisateurs recourent à des préparations à base de mercure ou d'eau de Javel, ou contenant des corticoïdes ou de la quinine. L'hôpital Saint-Louis à Paris a dû ouvrir un service spécial pour les troubles cutanés causés par le blanchiment.
Dans une note de mars 2017, l’OMS relève des quantités notables de mercure inorganique ajoutées dans des produits éclaircissants pour la peau, alors que le mercure est considéré comme pouvant entraîner des cancers de la peau.

## Réglementation
Les crèmes à base d'hydroquinone sont interdites dans l'Union européenne depuis 2001.
Les crèmes éclaircissantes sont interdites en République démocratique du Congo (fabrication, la commercialisation et l’utilisation des produits décapants) depuis 2006, en Côte d'Ivoire depuis mai 2015, et au Ghana depuis 2017
Au Burkina Faso, les publicités pour les produits éclaircissants sont interdites depuis 2006 mais leur commerce reste répandu.